# Коростенський повіт
Коростенський повіт — адміністративно-територіальна одиниця Волинської губернії, що існувала в 1921—1923 роках. Повітовий центр — містечко Коростень. Площа території становила 5 145,7 кв. верст.

## Історія
Повіт було утворено у березні 1921 року шляхом розукрупнення Житомирського та Овруцького повітів. Від Овруцького повіту було відокремлено 7 волостей, від Житомирського — 2 волості (Барашівську та Ушомирську).
На півночі повіт межував з Мінською губернією, на сході із Овруцьким повітом та Київською губернією, на півдні із Житомирським і Новоград-Волинськими повітами Волинської губернії, на заході — із Польщею.
Повіт проіснував до 7 березня 1923 року, коли було скасовано повітовий устрій. На основі повіту було створено Коростенську округу.

## Адміністративний устрій
Повіт складався із 9 волостей — Барашівської, Білокуровицької, Голишівської, Коростенської, Лугинської, Олевської, Татарновицької, Ушомирської та Юрівської.
До складу повіту входило 334 населених пунктів — 5 містечок (у тому числі повітовий центр) та 329 інших населених пунктів — села, колонії, хутори, урочища.